# هرگت ۱۷۵۱
سیارک ۱۷۵۱ (به انگلیسی: 1751 Herget، نامگذاری:1955OC) هزار و هفتصد و پنجاه و یکمین سیارک کشف شده‌است که در ۲۷ ژوئیه ۱۹۵۵ کشف شد.
قدر مطلق سیارک برابر ۱۲٫۲۰ است.